# Trattato di Königsberg (1390)
Il trattato di Königsberg fu firmato a Königsberg (Królewiec) il 26 maggio 1390 durante la guerra civile lituana (1389-1392) dai nobili samogiti e rappresentanti dei Cavalieri teutonici. La delegazione composta da 30 o 31 membri provenienti da sette regioni della Samogizia (Ariogala, Kaltinėnai, Knituva, Kražiai, Medingėnai, Raseiniai, e Viduklė) arrivò a Königsberg intorno alla pentecoste. Promisero la loro lealtà al "loro re" Vitoldo e garantirono la libertà di commercio per i Cavalieri in Samogizia. I Cavalieri donarono ai nobili cibo e vestiti.
Vitoldo dichiarò guerra civile contro suo cugino Jogaila, granduca di Lituania e re di Polonia. Per assicurarsi il sostegno dei teutonici nella guerra civile, il 19 gennaio 1390 Vitoldo firmò il trattato di Lyck con il quale concesse ai Cavalieri la Samogizia fino al fiume Nevėžis. La Samogizia era importante per i Cavalieri dato che li separava fisicamente dall'Ordine livoniano a nord. Il sostegno dei samogiti era cruciale per Vitoldo perché era l'unica garanzia affinché si potesse applicare il trattato di Lyck. Tuttavia, Vitoldo tradì i Cavalieri quando nel 1392 si riconciliò con Jogaila e firmò il trattato di Astrava. La Samogizia non fu ceduta ai Cavalieri fino al 1398 con la firma del trattato di Salynas. Il trattato e i 30 nomi dei nobili samogiti sono importanti per lo studio dei nomi propri nella Lituania pagana.

## Lista dei nobili samogiti
| #  | Nome ricostruito    | Nome registrato       | Provenienza | Note |
| -- | ------------------- | --------------------- | ----------- | --- |
| 1  | Asteika             | Hosteike              | Raseiniai   | |
| 2  | Bimantas, Bymantas  | Bimunt                | Viduklė     | |
| 3  | Daukša              | Dawchs                | Kaltinėnai  | |
| 4  | Dirkštelis          | Dirkstel              | Medininkai  | |
| 5  | Dramutis            | Dramutte              | Ariogala    | Nel 1401, assistette con suo figlio all'unione di Vilnius e Radom                                                          |
| 6  | Eikutis             | Eycutte               | Kražiai     | Nel 1419, era un ufficiale di corte a Medininkai, ora Varniai                                                              |
| 7  | Eimantas            | Eymund                | Kaltinėnai  | |
| 8  | Einorius, Einoras   | Eynur                 | Kražiai     | |
| 9  | Eivildas, Eiviltas  | Eywild Eynuren bruder | Kražiai     | Nel 1413, ricevette il blasone Ciołek secondo l'unione di Horodło                                                          |
| 10 | Erimas              | Erim                  | Ariogala    | |
| 11 | Gelvonas            | Gelwan                | Viduklė     | |
| 12 | Getas, Gedas        | Getez                 | Kražiai     | |
| 13 | Gineitis            | Gineth                | Ariogala    | Nel 1413, ricevette il blasone Zaremba secondo l'unione di Horodło; nel 1433, serviva come anziano di Kaunas               |
| 14 | Jodeika, Joteikis   | Jotheke               | Ariogala    | |
| 15 | Klausigaila         | Clawssegail           | Raseiniai   | Attivo durante la rivolta della Samogizia del 1409; testimoniò a Benedict Makrai circa il confine della Samogizia nel 1413 |
| 16 | Mazbutas            | Maisebuth             | Medininkai  | |
| 17 | Pamplys             | Pampli                | Knituva     | |
| 18 | Ragelis             | Ragel                 | Kaltinėnai  | |
| 19 | Ramontas, Ramavydas | Ramomt, Ramouit       | Kražiai     | |
| 20 | Rėkutis             | Roeukutte             | Medininkai  | |
| 21 | Skutas              | Skutez                | Kaltinėnai  | |
| 22 | Skvaibutis          | Sqwaybuth             | Kaltinėnai  | |
| 23 | Sungaila, Surgaila  | Sungail               | Viduklė     | Potrebbe essere identico a Sungalo che testimoniò nel concilio di Constanza nel 1416 e fu in seguito ucciso dai Cavalieri  |
| 24 | Surtenis, Surtinis  | Surthen               | Viduklė     | |
| 25 | Tyla, Tylenis       | Tilen                 | Kaltinėnai  | |
| 26 | Vidas, Vydas        | Wide                  | Kražiai     | |
| 27 | Vilaudis, Vyliaudas | Wilawde               | Ariogala    | |
| 28 | Zundys              | Sunde                 | Ariogala    | |
| 29 | Žaudys              | Zawden                | Raseiniai   | |
| 30 | Žilpa               | Zilpe                 | Knituva     | |

### Esplicative
1. ↑  Zenonas Ivinskis e Jonas Puzinas hanno interpretato che "Eywild Eynuren bruder" si riferisce a due persone: Eywild e un certo fratello di Eynur. Rimvydas Petrauskas invece lo ha interpretato come una persona singola.

### Bibliografiche
1. 1 2  (LT) Zenonas Ivinskis, Vytauto jaunystė ir jo veikimas iki 1392 m., in Paulius Šležas (a cura di), Vytautas Didysis, Vilnius, Vyriausioji enciklopedijų redakcija, 1988  [1930],  p. 36, OCLC 25726071.
2. ↑  (LT) Zenonas Ivinskis, Lietuvos istorija iki Vytauto Didžiojo mirties, Rome, Lietuvių katalikų mokslo akademija, 1978,  p. 306.
3. ↑   William Urban, Samogitian Crusade, Chicago, Lithuanian Research and Studies Center, 2006,  p. 197, ISBN 0-929700-56-2.
4. 1 2   Simas Sužiedėlis (a cura di), Personal names, in Encyclopedia Lituanica, IV, Boston, Massachusetts, Juozas Kapočius, 1970–1978,  p. 230, LCC 74-114275.
5. 1 2 3 4 5 6 7  (LT) Copia archiviata, su varniai-museum.lt. URL consultato il 16 settembre 2020 (archiviato dall'url originale il 19 luglio 2011).
6. ↑  (LT) Jonas Puzinas, Rinktiniai raštai, a cura di Antanas Mažiulis, vol. 2, Lituanistikos instituto leidykla, 1983,  p. 215.
7. ↑  (LT) Rimvydas Petrauskas, Lietuvos diduomenė XIV a. pabaigoje – XV a., Aidai, 2003,  pp. 234-235, ISBN 9955-445-67-X.
8. ↑  (LT) Rimvydas Petrauskas, Lietuvos diduomenė XIV a. pabaigoje – XV a., Aidai, 2003,  pp. 255-256, ISBN 9955-445-67-X.